# Akane-Iro ni Somaru Saka
 (novembre 2018).
Si vous disposez d'ouvrages ou d'articles de référence ou si vous connaissez des sites web de qualité traitant du thème abordé ici, merci de compléter l'article en donnant les références utiles à sa vérifiabilité et en les liant à la section « Notes et références ».
Akane-Iro ni Somaru Saka (あかね色に染まる坂) est un jeu vidéo de type visual novel / roman vidéoludique japonais pour adulte développé par Feng et sorti le 27 juillet 2007 puis adapté en manga et en anime.

## Histoire
Jun'ichi Nagase est un élève d’une prestigieuse école secondaire. Il a le surnom de « Geno Killer » du temps où il jouait les rebelles au collège. Un jour, il aide une jeune fille nommée Yūhi Katagiri qui se fait embêter par des garçons dans la rue. En fait, cette fille vient d’être transférée dans son école. 
Lors d’un malentendu, Junichi l’embrasse, ce qui la met dans une colère noire. Le soir même, il apprend que c’est sa fiancée à la suite de la décision de leurs parents. Afin de prouver à son père que Jun est un bon à rien, elle accepte d’aller vivre chez lui afin de faire changer la décision de mariage.

## Personnages principaux
- Jun'ichi Nagase (長瀬 準一, Nagase Jun'ichi?) Jun'ichi est le principal protagoniste de la série. Être un rebelle dans son adolescence lui a valu le surnom de geno killer. Il est tombe sous le charme de Yūhi quand il la rencontre, et quand il l’embrasse à cause d’un malentendu, il ne comprend pas qu’elle soit violente avec lui. Sa vie prend un tour dramatique quand il apprend que ses parents l’ont fiancé avec elle, c’est un personnage qui est assez protecteur, car lors d’un incendie, il n’hésitera pas à braver les flammes pour Yūhi, qui malgré tout va se montrer impatiente envers lui. Tout au long de la série animée, il est suggéré que Jun'ichi a des sentiments romantiques pour sa sœur Minato, mais il est réticent à l’admettre même s'il a parfois des fantasmes à son sujet. Toutefois, dans l'épisode final, il réalise qu'il ne peut pas vivre sans Minato et se confesse à elle.

- Yūhi Katagiri (片桐 優姫, Katagiri Yūhi?) Yūhi est la principale héroïne de la série. Elle est très belle, ce qui provoque souvent l’intérêt des garçons et même le fait d'être constamment harcelée. Un jour, harcelée par deux hommes, elle a été sauvée par Jun'ichi. Lors de son transfert dans sa nouvelle école, elle espère rencontrer son fiancé. Plus tard, après un malentendu, Jun'ichi l’embrasse en public, ce qui lui fait haïr Jun au point de tenir un journal de tous ses méfaits afin de prouver à son père qu’il n’est pas digne de l’épouser alors qu’elle vient d’une famille très riche. Mais ses sentiments vont changer au cours de la série.

- Minato Nagase (長瀬 湊, Nagase Minato?) Minato est la sœur cadette de Jun'ichi. Elle est plus jeune que lui d'un an et va à la même école que lui mais en première année. Elle est douée dans tous les domaines du ménage et des travaux annexes. Elle a également des capacités uniques, comme l'écoute de la terre pour détecter la présence d'animaux, ainsi que de pouvoir communiquer avec eux. En effet, elle a passé une partie de son enfance dans la jungle avec ses parents. Elle a des sentiments pour Jun'ichi. Elle mentionne une fois qu’elle est adoptée, mais finit par dire que c’est une blague. La suggestion que Minato ait été adoptée n'a jamais été confirmé (malgré certains sous entendus) dans l'anime, mais dans le jeu.

- Tsukasa Kiryu (霧生 つかさ, Kiryū Tsukasa?) Tsukasa est une étudiante de deuxième année dans la même classe que Jun'ichi, et son ami d'enfance. Elle est membre du club du journal de l’école. Elle a une personnalité vivante et aime les potins, ainsi que Jun'ichi.

- Nagomi Shiraishi (白石 なごみ, Shiraishi Nagomi?) Une première année de lycée dans la même classe que Minato. Elle a un air de mystère autour d'elle, il est fortement suggéré qu'elle est étrangère, et se trouve à peu près partout au bon moment. Elle est membre du conseil de discipline du lycée.

- Mitsuki Siina (椎名 観月, Shiina Mitsuki?) Mitsuki Siina est la présidente du conseil étudiant de l'école que fréquente Jun'ichi. Elle est étudiante en troisième année et très populaire parmi les étudiants. Elle aime utiliser Jun'ichi comme chausse-pied à lui faire obtenir des faveurs de son ou de réaliser des activités pour le comité des étudiants.

- Mikoto Tachibana (橘 ミコト, Tachibana Mikoto?) Mikoto est en troisième année de lycée dans la même classe que son amie Mitsuki, qu’elle assiste dans sa fonction de présidente du conseil

- Karen Ayanokōji (綾小路 華恋, Ayanokōji Karen?) Karen est une étudiante de deuxième année qui est dans la même classe que Jun'ichi. Elle est la déléguée de leur classe. Elle vient d'une famille très riche comme Yūhi et se targue d'agir comme une femme. Elle reconnaît finalement être tombée amoureuse de Jun'ichi.

- Fuyuhiko Nishino (西野 冬彦, Nishino Fuyuhiko?) Nishino Jun'ichi est le meilleur ami et il est également un étudiant de deuxième année dans la même classe que Jun'ichi. Il est plein d'idées étranges qui mettent souvent Jun'ichi en difficulté, et il est très proche de Tsukasa étant en grande partie dans la même ligne de pensée qu’elle.

- Seijirō Sugishita (杉下 清次郎, Sugishita Seijirō?) Professeur de la classe de Jun'ichi. Bien que strict en ce qui concerne les universitaires, il a une personnalité plutôt excentrique, notamment envers Jun'ichi.

- Sai Fijimiya (藤宮 彩, Fujimiya Sai?)
- Aya Nijō (二条亜矢, Nijō Aya?)
- Yutori Shiraishi (白石 ゆとり, Shiraishi Yutori?)

## Anime

### Fiche technique
- Autre titre : The Hill Dyed Rose Madder
- Studios : MARVELOUS ENT. TNK
- Année de production : 2008
- Nombres d’épisodes : 12 de 25 minutes
- Auteurs : Keitaro Motonaga, Makoto Izu, Kumi Horii et Madoka Hirayama.

### Liste des épisodes
1. Rose Madder Colored First Kiss : Un premier baiser rouge écarlate.
2. Rose Madder Colored Approach : L'approche rouge écarlate.
3. Mystery Colored Scream : Le hurlement d'étrange couleur.
4. Indigo Colored Mad Party : Une fête frénétique de couleur indigo.
5. Rose Madder Colored First Date : Un premier rendez-vous rouge écarlate.
6. Yello Rose Colored Montagne : Une montagne couleur or.
7. Full Metal Colored Festival : Un festival couleur acier.
8. Dusk Colored Desire : Un désir couleur crépuscule.
9. Rose Madder Colored Birthday : Un anniversaire rouge garance.
10. Rose Madder Colored Confusion : Une perplexité couleur rose garance.
11. Rose Madder Colored Puzzlement : Une confusion couleur rose garance.
12. The Hills Dyed in Rose Madder Color : La colline teintée rose garance.

### Génériques
Ouverture
- Hatsukoi Parachute de Miyuki Hashimoto

Fermeture
- Sweet Gift de Rie Kugimiya (épisodes 1, 2)
- Confusion... de Ryō Hirohashi (épisode 3)
- Shōjo Test wa Muzukashii de Emiri Katō (épisode 4)
- Akane-Iro Hometown de Rie Kugimiya (épisode 5)
- Cherry pink mystery de Emiri Katō (épisode 6)
- Make a Miracle! de Rie Tanaka (épisode 7)
- Chu.chu.ru. no yakusoku de Rie Tanaka
- Love Diving de Marina Inoue
- Mezamenai Wish... de Aya Hirano

## Manga
- 26 décembre 2008 -  (ISBN 978-4-04-715151-2)
- 26 mai 2009 -  (ISBN 978-4-04-715243-4)